# Club Ajouad
Club Ajouad (voorheen Sense of Dance en 3FM BPM: Los!) was een Nederlands radioprogramma van omroep BNN op de zender 3FM, dat gepresenteerd werd door Ajouad El Miloudi. De bedoeling van dit programma was onder meer om muziek te brengen in de uren wanneer veel jongeren en studenten uitgaan. De muziek die in dit programma gedraaid werd was daar ook vooral op gericht. Het Programma was op zaterdag 25 februari 2012 voor het laatst op 3FM te horen. Het programma werd vervangen door een programma van Sander Hoogendoorn.

## Geschiedenis
Dit programma begon in 2005 onder de naam 3FM BPM: Los! en werd in zijn geheel uitgezonden tussen 01.00 en 07.00 uur. Het was toentertijd onderdeel van de op dance gerichte reeks 3FM BPM, vandaar deze toevoeging. Lucien Foort was de presentator vanaf het begin tot eind 2008, toen Eelco Wijninga en Ajouad El Miloudi nogal eens moesten invallen. Foort gaf te kennen dat hij het te druk had om naast zijn (normale) bezigheden Los! nog te kunnen presenteren.
Op zondag 1 maart 2009 was het programma voor het laatst onder de naam Los! te horen en zijn de nieuwe uitzendtijden van het programma van kracht geworden.
Tot en met 15 augustus 2009 presenteerde Daniël Lippens het eerste deel. Hij vertrok echter bij BNN/3FM. Sindsdien wordt het programma door El Miloudi gepresenteerd.
Het programma werd in twee delen uitgezonden. Beide delen worden gepresenteerd door Ajouad El Miloudi. In het gehele programma worden naast onder meer dance- en housetracks, ook live-sets van dj's gedraaid. Er ook een soort podcast bij iedere uitzending die met iTunes ook opgehaald kan worden via de site.
Tussen 9 april 2011 tot en met 25 februari 2012 heette het Programma Club Ajouad.